# Vláda Richarda Bienerta
Vláda Richarda Bienerta existovala od 19. ledna do 5. května 1945. Jednalo se o čtvrtou a zároveň poslední protektorátní vládu.

## Konec protektorátní vlády
Na počátku května 1945 se předseda vlády Bienert dohodl s německým státním ministrem Frankem, že vláda vyhlásí konec protektorátu a bude nadále vládnout bez nejvíce kompromitovaných členů Bertsche a Moravce (fakticky však stále pod kontrolou Němců). Toto prohlášení měl Bienert přednést do rozhlasu 5. května, avšak téhož dne vypuklo pražské povstání, Bienert byl zatčen a vláda přestala existovat.

## Složení vlády
| Portfej                           | Ministr            | Strana | Strana | Nástup do úřadu | Odchod z úřadu |
| --------------------------------- | ------------------ | ------ | ------ | --------------- | -------------- |
| Předseda vlády a ministr vnitra   | Richard Bienert    |        | NS     | 19. ledna 1945  | 5. května 1945 |
| Ministr financí                   | Josef Kalfus       |        | NS     | 19. ledna 1945  | 5. května 1945 |
| Ministr hospodářství a práce      | Walter Bertsch     |        | NSDAP  | 19. ledna 1945  | 5. května 1945 |
| Ministr školství a národní osvěty | Emanuel Moravec    |        | NS     | 19. ledna 1945  | 5. května 1945 |
| Ministr spravedlnosti             | Jaroslav Krejčí    |        | NS     | 19. ledna 1945  | 5. května 1945 |
| Ministr zemědělství a lesnictví   | Adolf Hrubý        |        | NS     | 19. ledna 1945  | 5. května 1945 |
| Ministr dopravy a techniky        | Jindřich Kamenický |        | NS     | 19. ledna 1945  | 5. května 1945 |